# Olympiahalle w Innsbrucku
Olympiahalle – hala do hokeja znajdująca się w Innsbrucku w Austrii. Została wybudowana w 1963 roku. Może pomieścić 7212 osób. Na tej hali rozgrywane były mecze hokejowe oraz zawody łyżwiarstwa figurowego podczas Zimowych Igrzysk Olimpijskich w 1964 oraz 1976. W 2005 odbyły się tutaj Mistrzostwa świata w hokeju na lodzie mężczyzn, w 2010 Mistrzostwa Europy w piłce ręcznej mężczyzn, zaś rok później mistrzostwa Europy w piłce siatkowej mężczyzn. Podczas pierwszych zimowych igrzysk olimpijskich młodzieży odbyły się tutaj zawody w łyżwiarstwie figurowym oraz w short tracku. 
Swoje mecze rozgrywała w niej drużyna HC Innsbruck, która domowe mecze rozgrywała tutaj w latach 1994-2005. Od 2005 roku zespół swoje mecze rozgrywa na TWK Arena.